# 黎文直
黎文直（越南语：／；1841年—？），越南阮朝官員。
黎文直是廣平省廣澤府明政縣順禮總清水社（今屬廣平省廣澤縣）人，紹治元年（1841年）出生。嗣德二十一年（1868年），黎文直參加武鄉試，考中武舉人。次年（1869年），考中會試次中格第一名，殿試考中第三甲同武進士出身，是為該科第三名。後任武學堂學習一職。